# Džinovski
Džinovski — музичний альбом гурту Hladno pivo. Виданий 1993 року лейблом Croatia Records. Загальна тривалість композицій становить 38:32. Альбом відносять до напрямку панк-рок.

## Список пісень
1. «Pjevajte nešto ljubavno» — 2:10
2. «Marija» — 1:21
3. «Princeza» — 1:17
4. «A, što dalje…» — 2:18
5. «Marihuana» — 1:32
6. «Buba švabe» — 1:54
7. «Sarma» — 3:13
8. «Für immer Punk» — 2:32
9. «Dobro veče» — 2:40
10. «Narcisoidni psi» — 1:51
11. «Marginalci» — 1:32
12. «Zakaj se tak oblačiš» — 2:06
13. «Heroin» — 1:28
14. «Trening za umiranje» — 3:15
15. «Čelične zavjese» — 1:30
16. «Odjava programa» — 2:22
17. «Buntovnik» — 2:15
18. «Niemals» — 1:34
19. «Outro» — 1:58